# Baranowo (powiat mrągowski)

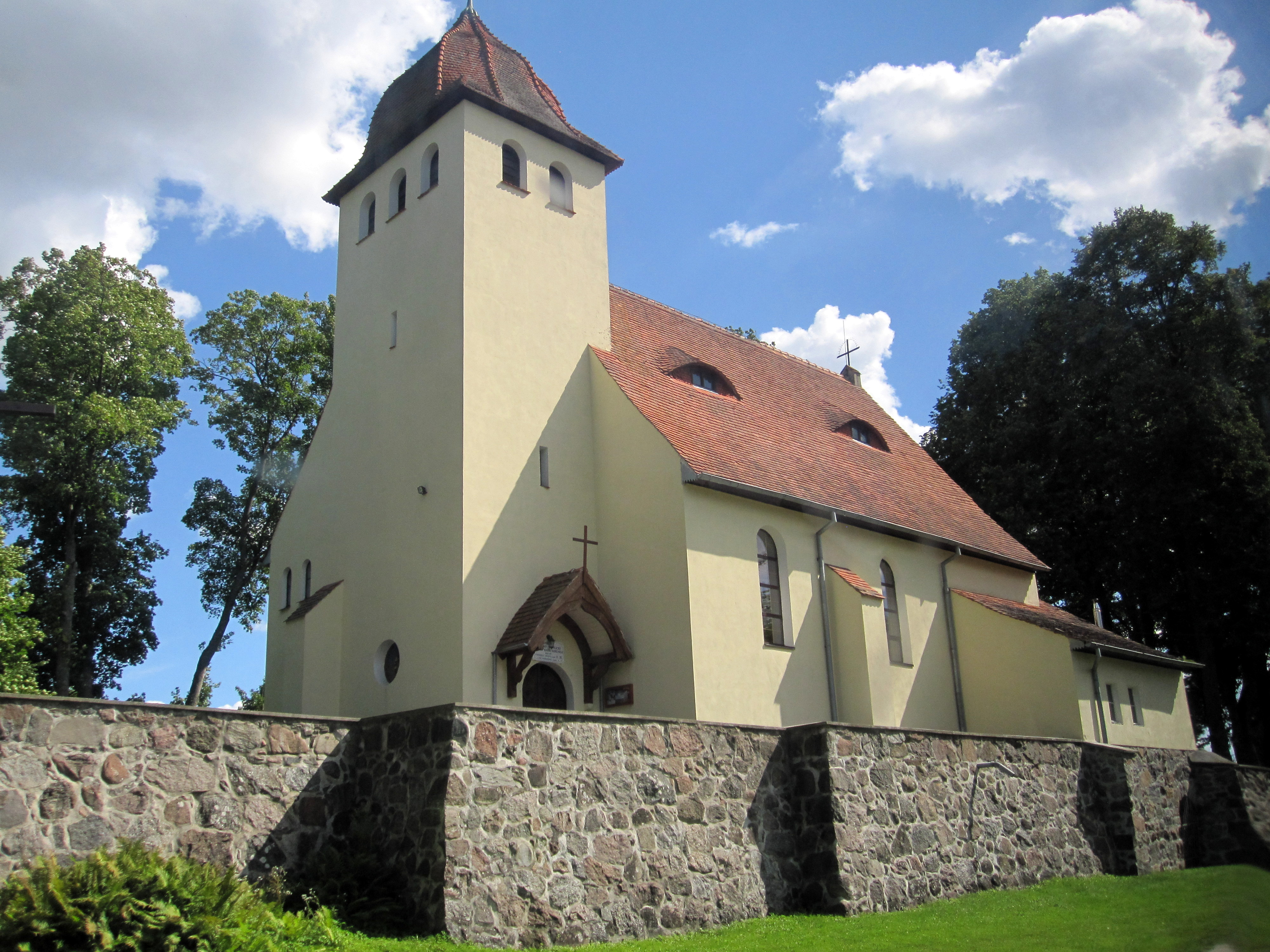
Baranowo – kościół

Baranowo (niem. Baranowen, Barranowen, w latach 1938–1945 Hoverbeck) – wieś w Polsce położona w województwie warmińsko-mazurskim, w powiecie mrągowskim, w gminie Mikołajki.
Wieś leży na malowniczych wzgórzach obok drogi, która prowadzi z Mikołajek do Mrągowa. We wsi znajduje się zespół szkół podstawowych, stacja PKP, dwa przystanki PKS, sklep. Przez miejscowość przebiega droga krajowa nr 16.
| SIMC    | Nazwa        | Rodzaj    |
| ------- | ------------ | --------- |
| 0762023 | Małoszewo    | część wsi |
| 0762030 | Nadawki      | część wsi |
| 0762046 | Nowe Nadawki | część wsi |

Dawniej w obrębie Baranowa była jeszcze osada Niewolewo (niem. Niewolowen). Osada znajdowała się w obrębie dóbr Baranowo, istniała w XIX wieku. Osada była w dzierżawie dziedzicznej. W 1838 roku w osadzie był jeden dom z 6 mieszkańcami.

## Historia
Pierwsze wzmianki o wsi były w 1555 r. Wtedy była to wieś czynszowa, posiadająca 75 włók (w tym 6 należało do sołtysa). W 1563 r. we wsi było 57 gospodarzy (dwie działki były nieobsadzone) oraz dwie karczmy. W 1566 r. książę Albrecht nadał 56 włók na prawie lennym Wilhelmowi Milewskiemu (von der Milbe). W 1655 r. (wg innych źródeł w 1964 r.) 80 włók i wieś otrzymał rezydent elektora pruskiego Jerzego Wilhelma baron Johan von Hoverbeck. Jan von Hoverbeck posiadał także Nakomiady (66 włók) oraz Budziska (39,5 włóki). W 1739 istniała już szkoła we wsi. W 1765 majątek ziemski w Baranowie był w posiadaniu rodziny Rogala von Bieberstein. W 1785 r. dwór i wieś w Baranowie składały się z 45 domów. W 1815, łącznie z folwarkami Małoszewo i Nadawki, było 45 domów z 328 mieszkańcami. W 1818 r. w tutejszej szkole uczyło się 53 dzieci. W tym czasie nauczycielem był Mörschner. Po uwłaszczeniu chłopów w ok. 1900 r. Rogalla-Biebersteinowie posiadali jeszcze 42 włóki w Baranowie. W 1899 r. właścicielką Baranowa została Fryderyka von Bieberstein (siostra ostatniego właściciela Baranowa - Ryszarda Rogali von Bieberstein). W 1901 r. powstała nowa parafia, do której przyłączono 12 miejscowości z parafii w Mikołajkach, 3 z parafii w Mrągowie i jedną z parafii w Nawiadach. W 1902 Fryderyka wyszła za mąż za barona Waldemara von Ketelhold, a majątek przeszedł w posiadanie barona i był w jego władaniu do 1945 r. W 1907 oddano do użytku kościół, wybudowany na wzór barokowych kościołów z południowych Niemiec. Po I wojnie światowej we wsi zbudowano nową, trzyklasowa szkołę. W latach 20. XX w. Baranowem zarządzał baron Albert von Ketelhold, starosta powiatowy, hodowca koni. W tym okresie majątek ziemski w Baranowie obejmował 617 ha, była tu gorzelnia, tartak, hodowano konie, bydło i owce. W 1935 r. uczyło się w niej 151 dzieci. Do tej szkoły chodziły także dzieci z Ludwikowa, Nadawek, Nowych Nadawek i Inulca. W 1937 r. do tutejszej parafii należało 2600 osób. Od pastora wymagano znajomości języka polskiego. Od 1911 pastorem w Baranowie był Oskar Łoś (Losch).
W 1938 roku w ramach akcji germanizacyjnej zmieniono nazwę wsi na Hoverbeck, nawiązując do nazwiska pierwszego właściciela. W 1939 r. we wsi mieszkało 560.
W 1945 miejscowość została włączona do Polski. Utworzono tu PGR. W budynku pałacu mieściły się biura i mieszkania pracownicze. W latach 70. XX w. do sołectwa Baranowo należały wsie: Ludwikowo, Małoszewo, Nadawki, Nowe Nadawki.
Do 1954 roku siedziba gminy Baranowo. W latach 1954–1972 wieś należała i była siedzibą władz gromady Baranowo. W latach 1975–1998 wieś należała administracyjnie do województwa suwalskiego.
Na początku lat 80. XX w. powstał zakład doświadczalny Polskiej Akademii Nauk. Zakład Doświadczalny Agrobiologii wykonuje usługi naukowo–badawczych z zakresu rolnictwa i ochrony środowiska, prowadzenia hodowli lokalnych ras zwierząt gospodarskich, produkcji rolniczej oraz przetwórstwa rolnego. W 1996 r. rozpoczął się remont dworu. W 2001 r. planowano uruchomić Centrum Edukacji Ekologicznej.

## Zabytki
- Dwór z połowy XVIII wieku, przebudowany w 1838 po pożarze, późnoklasycystyczny, parterowy, kryty dachem naczółkowym z dwoma facjatkami na osi[9], przed II wojną światową własność rodziny Rogalla von Biebersteinów, a następnie von Kethelhodt. Po wojnie PGR, od 1980 w zarządzie zakładu doświadczalnego PAN. Częściowo odrestaurowany - remont prowadzono w latach 1997–2003 z zamiarem uruchomienia tu Centrum Edukacji Ekologicznej PAN.
- Park o powierzchni ok. 7 ha z odtworzonym w roku 2002 układem wodnym. Stan drzewostanu niezły (prace rewaloryzacyjne przerwane). Po wichurach w roku 2007 sporo ubytków. Kilka okazów kwalifikujących się do objęcia ochroną.
- Spichlerz z XIX w - częściowo odbudowany - remont przerwano w 2002 r.
- Neobarokowy kościół z 1904–1907, przed 1945 ewangelicki, z wieżą o baniastym hełmie.